# Papuasomysz górska
Papuasomysz górska (Abeomelomys sevia) – gatunek ssaka z podrodziny myszy (Murinae) w obrębie rodziny myszowatych (Muridae), występujący endemicznie na Nowej Gwinei.

## Taksonomia
Gatunek po raz pierwszy zgodnie z zasadami nazewnictwa binominalnego opisali w 1935 amerykańscy zoolodzy George Henry Hamilton Tate i Richard Archbold nadając mu nazwę Melomys sevia. Holotyp pochodził z Sevii, na wysokości 1400 m n.p.m., w górach Cromwell, na półwyspie Huon, w Papui-NNowej Gwinei. Jedyny przedstawiciel rodzaju papuasomysz (Abeomelomys) który opisał w 1990 roku brytyjsko-australijski zoolog James I. Menzies.
Analizy molekularne i dowody morfologiczne sugerują, że Abeomelomys jest najbliżej gatunków z rodzajów Brassomys i Pogonometomys. Zmienność geograficzna w obrębie A. sevia nie została szczegółowo zbadana, a taksonomia wymaga dodatkowej oceny. Autorzy Illustrated Checklist of the Mammals of the World uznają ten gatunek za monotypowy.

### Etymologia
sevia: Sevia, Papua-Nowa Gwinea, Nowa Gwinea.

## Zasięg występowania
Papuasomysz górska występuje w Górach Centralnych między Górami Wiktora Emanuela i Bismarcka oraz w górach Cromwell na półwyspie Huon w północno-wschodniej Nowej Gwinei.

## Morfologia
Długość ciała (bez ogona) 114–138 mm, długość ogona 140–191 mm, długość ucha 17,5–19 mm, długość tylnej stopy 24–26 mm; masa ciała 40,1–65,5 g. Opis według holotypu gatunku: gryzoń ten jest niewielki, ciało z głową mierzy 142 mm, a ogon 140 mm. Ma długie, rudobrązowe futro na grzbiecie i biały spód ciała; włosy u nasady są szare. Dłonie i stopy są kremowobiałe. Ogon jest ciemny. Głowa i czoło mają lekko szarawy odcień, długie wibrysy osiągają 47 mm. Ogólnie papuasomysz jest dość podobna do paraszczurzynka papuaskiego (Paramelomys moncktoni), od którego jest jednak znacznie mniejsza.

## Tryb życia
Żyje na wysokościach od 1400 do 3100 m n.p.m., głównie powyżej 2000 m n.p.m. Występuje w górskim lesie mglistym i na piętrze halnym, powyżej górnej granicy lasu. Gryzonie te prowadzą naziemny tryb życia. Samice papuasomyszy rodzą zwykle jedno młode.

## Populacja
Papuasomysz górska jest spotykana w obszarze, w którym sprzyjające jej siedliska są łatwo dostępne i niezagrożone. Chociaż nie wiadomo, jaki jest trend zmian jej liczebności, przypuszczalnie liczebność gatunku jest duża. Nie wiadomo, czy występuje w obszarach chronionych. Papuasomysz górska jest przez Międzynarodową Unię Ochrony Przyrody uznawana za gatunek najmniejszej troski.